# Myśl Katolicka
Myśl Katolicka – tygodnik ukazujący się w Częstochowie latach 1908–1914 z podtytułem: „Organ katolików świeckich”.
Czasopismo było redagowane przez grono nauczycielek tworzących zgromadzenie religijne pod nazwą: Zjednoczenie Pań o Działalności Katolickiej pod wezwaniem Matki Boskiej Częstochowskiej – Królowej Korony Polskiej. Było to zgromadzenie osób konsekrowanych o charakterze ukrytym, którego członkinie nie nosiły habitu, a w 1931 zostały włączone do urszulanek unii rzymskiej . Tygodnik był adresowany zarówno do katolików świeckich, jak i do duchowieństwa, poruszał problemy społeczno-moralne. Misją pisma była obrona polskiego katolicyzmu przed prądami masońsko-modernistycznymi , w czym miało poparcie w kręgach watykańskich. Gazetę o objętości 10 stron formatu początkowo 40x22 cm, później 36x22 cm drukowano w częstochowskiej drukarni Bronisława Święckiego. Główną inicjatorką i redaktorem naczelnym była mieszkająca w Częstochowie od 1900 nauczycielka języka polskiego Emilia Witkowska (właśc. Emilia Gliceria Witkowska, córka prezydenta Warszawy) , współpracująca również z rzymskim tygodnikiem katolików integralnych „Corrispondenza Romana”.